# 佐藤一樹 (映像プロデューサー)
佐藤 一樹（さとう かずき、1984年5月3日 - ）は、日本の映像プロデューサー、経営者。映像ベンチャー企業THINGMEDIA株式会社の共同創業者兼取締役COO。

## 略歴・人物
神奈川県綾瀬市出身。法政大学社会学部メディア社会学科卒業。
大学時代にjackassに影響を受け、映像サークルを立ち上げる。
大学卒業後の2007年に株式会社AOI Pro.へ入社。プロダクションマネージャーを経て、プロデューサーとして活躍。
2016年に日本アド・コンテンツ制作協会（JAC）主催「JAC AWARD 2016」プロデューサー部門、最高賞の「プロデューサー・オブ・ザ・イヤー」を受賞した。
株式会社AOI Pro.を退社後、中学校の同級生である田中博之とTHINGMEDIA株式会社（シングメディア）を共同で設立し、取締役COOに就任。

## 主な制作・映像作品

### CM・プロモーションムービー
- Voicy CM（2018年／制作：THINGMEDIA株式会社）
- cotree CM（2018年／制作：THINGMEDIA株式会社）
- Voicy CM『This is MY VOICE』（2018年／制作：THINGMEDIA株式会社）
- カップヌードル謎肉丼『みんなで1.2.3篇』（2018年／制作：THINGMEDIA株式会社）
- KARTE for App（2018年／制作：THINGMEDIA株式会社）
- PlayStation®VR New Line Up Vide（2018年／制作：THINGMEDIA株式会社）
- ドラゴンクエストビルダーズ2 破壊神シドーとからっぽの島（2018年／制作：THINGMEDIA株式会社）
- フリーター・第二新卒の転職サイト『Jobシャイン』（2018年／制作：THINGMEDIA株式会社）
- 強靭な起業家コミュニティ『千葉道場』（2018年／制作：THINGMEDIA株式会社）
- KARTE Datahub（2019年／制作：THINGMEDIA株式会社）
- PlayStation®VR 2019『全方位、遊びつくせ！』（2019年／制作：THINGMEDIA株式会社）
- 楽しくいられる場であるために『やきとん木々家』（2019年／制作：THINGMEDIA株式会社）
- 多言語化のすべての課題に答える翻訳ソリューション『WOVN.io』（2019年／制作：THINGMEDIA株式会社）
- 訪問看護ステーション『デライト』（2019年／制作：THINGMEDIA株式会社）
- COCON Group Mashup Meeting（2019年／制作：THINGMEDIA株式会社）
- Introducing KARTE supported by Google Cloud Platform（2019年／制作：THINGMEDIA株式会社）
- ポケモンカードゲーム『ポケモンカードプレイヤーズ』（2019年／制作：THINGMEDIA株式会社）
- ポケモンカードゲーム『V登場』（2019年／制作：THINGMEDIA株式会社）
- トラベロコ（Traveloco）『あなたの「したい」を叶えよう』（2019年／制作：THINGMEDIA株式会社）
- SNSで超話題の極甘青春ラブコメ漫画『僕の心のヤバイやつ』（2019年／制作：THINGMEDIA株式会社）

### ミュージックビデオ
- マキシマム ザ ホルモン

### YouTube番組
- NOモーション。のゲームラボ（2020年〜）